# Ashwini Bhave
Ashwini Bhave, née le 7 mai 1972 à Mumbai en Inde, est une mannequin et une actrice populaire indienne des cinémas Bollywood et Marathi mais aussi de séries télévisées. Née et élevée en Inde, elle vit dorénavant à San Francisco,.

## Filmographie
La filmographie d'Ashwini Bhave, comprend les films suivants :
- 2017 : Dhyanimani
- 2017 : Manjha (en)
- 2013 : Aajcha Divas Majha (en)
- 2007 : Kadachit (en)
- 2001 : Meri Ishq Ki Kahani
- 1999 : Teri Mohabbat Ke Naam
- 1998 : Bandhan (en)
- 1998 : Yugpurush (en)
- 1998 : Sarkarnama (en)
- 1997 : Judge Mujrim (en)
- 1997 : Police Station
- 1996 : Bhairavi
- 1996 : Jurmana (en)
- 1996 : Shastra
- 1996 : Yug (série télévisée)
- 1995 : Vapsi Saajan Ki
- 1994 : Cheetah (en)
- 1994 : Ekka Raja Rani (en)
- 1994 : Vazir
- 1994 : Purush
- 1994 : Zakhmi Dil (en)
- 1994 : Mohabbat Ki Arzoo
- 1994 : Chauraha (en)
- 1994 : Stylebhai
- 1993 : Ashaant (en)
- 1993 : Sainik (en)
- 1993 : Kayda Kanoon (en)
- 1993 : Parampara (en)
- 1992 : Zunz Tujhi Majhi
- 1992 : Honeymoon (en)
- 1992 : Meera Ka Mohan (en)
- 1992 : Bank Robbery
- 1992 : Naya Sawan
- 1992 : Than Than Gopal
- 1991 : Henna (en)
- 1990 : Dhadakebaaz
- 1990 : Kalat Nakalat (en)
- 1989 : Ek Ratra Manterleli
- 1988 : Ashi Hi Banwa Banwi (en)
- 1988 : Kiss Bai Kiss
- 1988 : Golat Ghol
- 1987 : Rajlakshmi

## Source de la traduction
- (en) Cet article est partiellement ou en totalité issu de l’article de Wikipédia en anglais intitulé « Ashwini Bhave » (voir la liste des auteurs).